# St. Stephan (Schwabsoien)

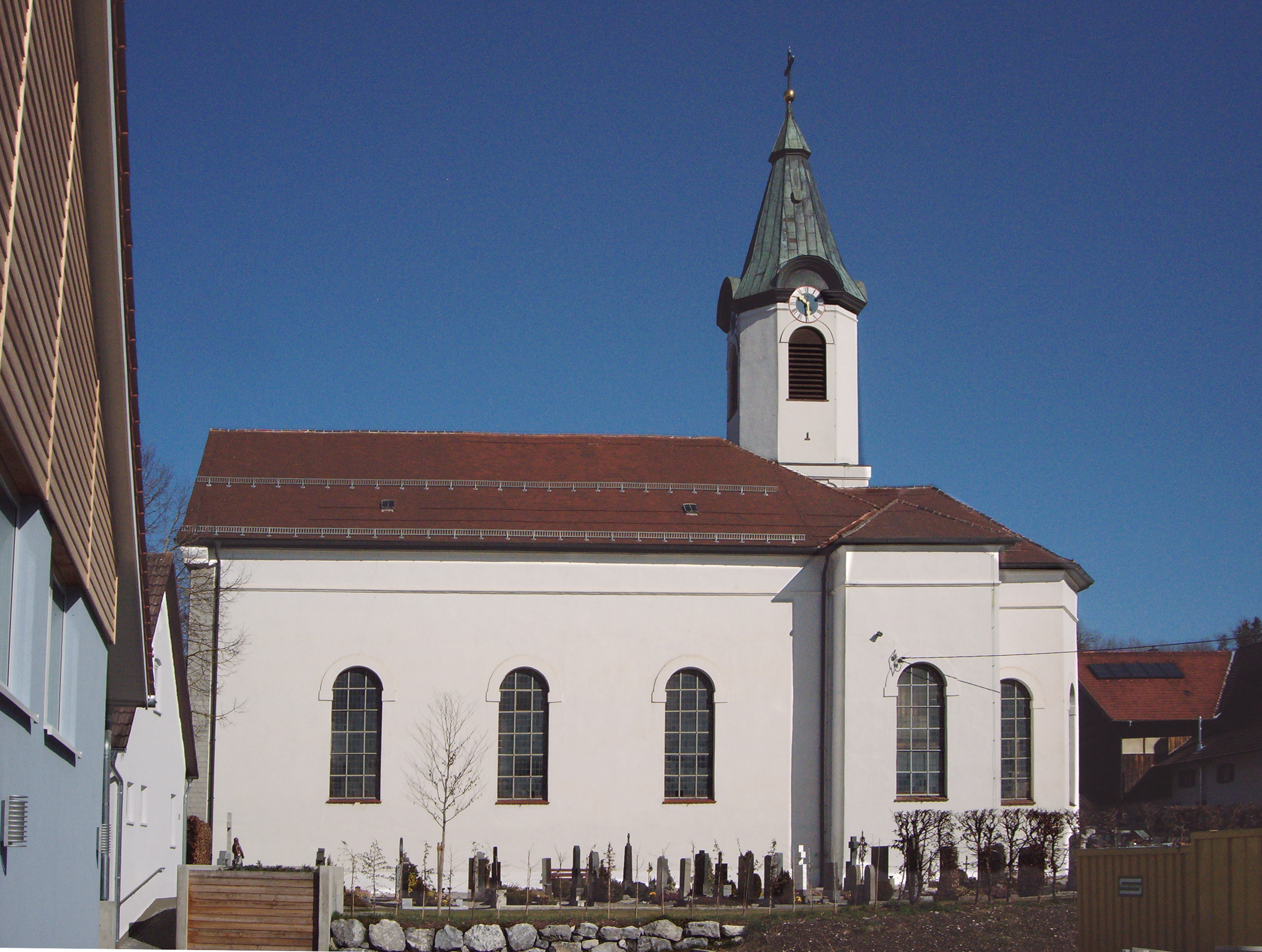
St. Stephan in Schwabsoien

Die römisch-katholische Pfarrkirche St. Stephan steht in Schwabsoien, einer Gemeinde im oberbayerischen Landkreis Weilheim-Schongau. Sie ist in der Liste der Baudenkmäler in Schwabsoien als Baudenkmal unter der Nr. D-1-90-151-1 eingetragen. Die Kirche gehört zum Dekanat Weilheim-Schongau im Bistum Augsburg.

## Beschreibung
Das bei einem großen Dorfbrand am 6. September 1823 völlig zerstörte Gotteshaus aus der Zeit um 1600 wurde 1824/25 als Saalkirche im Stil des Biedermeier wieder aufgebaut. Am 13. November 1826 wurde die neue Kirche benediziert und am 5. August 1827 von Bischof Ignaz Albert von Riegg aus Augsburg feierlich konsekriert.
Die Kirche besteht aus dem Langhaus, dem eingezogenen, dreiseitig geschlossenen Chor im Osten, der Sakristei an der Südwand und dem Chorflankenturm an der Nordwand des Chors. Der Innenraum des Langhauses ist mit einer Flachdecke überspannt, der des Chors mit einem Tonnengewölbe. Die Deckenmalerei im Chor mit der Darstellung des Abendmahls Jesu wurden 1825 von Alois Keller ausgeführt. Im Langhaus ist als Deckenmalerei Stephanus dargestellt. Im Chor befinden sich Medaillons mit Bildern des Welterlösers Jesus und der vier Evangelisten. Auf der Brüstung der Empore ist Cäcilia von Rom dargestellt.
Der Hochaltar enthält zwischen vier Säulen einen Rahmen für wechselnde Altarblätter. Dahinter stehen eine Muttergottesstatue aus dem 17. Jahrhundert und eine Statue des Erlösers aus dem ersten Viertel des 19. Jahrhunderts. Die Figuren über den seitlichen Durchgängen des Hochaltars stellen Ulrich von Augsburg und Afra von Augsburg dar; diese Skulpturen werden Johann Pöllandt zugeschrieben.
Im Jahr 2014 wurde die Kirche umfangreich saniert, nachdem sich Risse im Mauerwerk und Schäden am Dachgebälk gezeigt hatten. Das vordere Kirchengewölbe schien sich langsam vom Turm zu entfernen, und tragende Balkenköpfe hatten nur noch eine geringe Auflage. Als eine der ersten Maßnahmen zur Sicherung wurde das Läuten der fünf Glocken stark eingeschränkt. Zum Patroziniumsfest St. Stephan 2014 waren die Arbeiten abgeschlossen.